# Верховина (Мелітопольський район)
Верхови́на (до 1945 — Олександрфельд) — село в Україні, у Мелітопольському районі Запорізької області. Населення становить 50 осіб. Входить до складу Семенівської сільської громади.

## Географія
Село Верховина знаходиться за 2 км на схід від річки Великий Утлюк, за 2 км на північ від каналу Р-9 та за 5 км на південь від автомобільної дороги М14 (E58) Одеса-Мелітополь-Новоазовськ. Село складається з однієї вулиці довжиною близько 2 км. За 3 км на північний захід від Верховини знаходиться село Ганнівка, за 3 км на північний схід — Лазурне. Асфальтована дорога веде з Верховини в Полянівку та до дороги М14.

## Історія
Село було засноване в 1858 році (за іншими даними в 1890 році) під назвою Олександрфельд німцями-лютеранами Пришибських колоній.
Станом на 1886 рік в колонії німців Олександрфельд Ейгенфельдської волості Мелітопольського повіту Таврійської губернії мешкало 573 особи, налічувалось 49 дворів, існувала школа.
В 1926 році Олександрфельд був центром сільради у складі Мелітопольської округи.
Згідно сайту Верховної Ради України, село носить назву Верховина з 1945 року. Однак у довіднику по адміністративно-територіальним поділом за 1947 рік Верховина відсутня, але згадується село Олександрівка, яке з великою ймовірністю може бути нинішньою Верховиною.
До 2019 року орган місцевого самоврядування — Полянівська сільська рада.

## Галерея

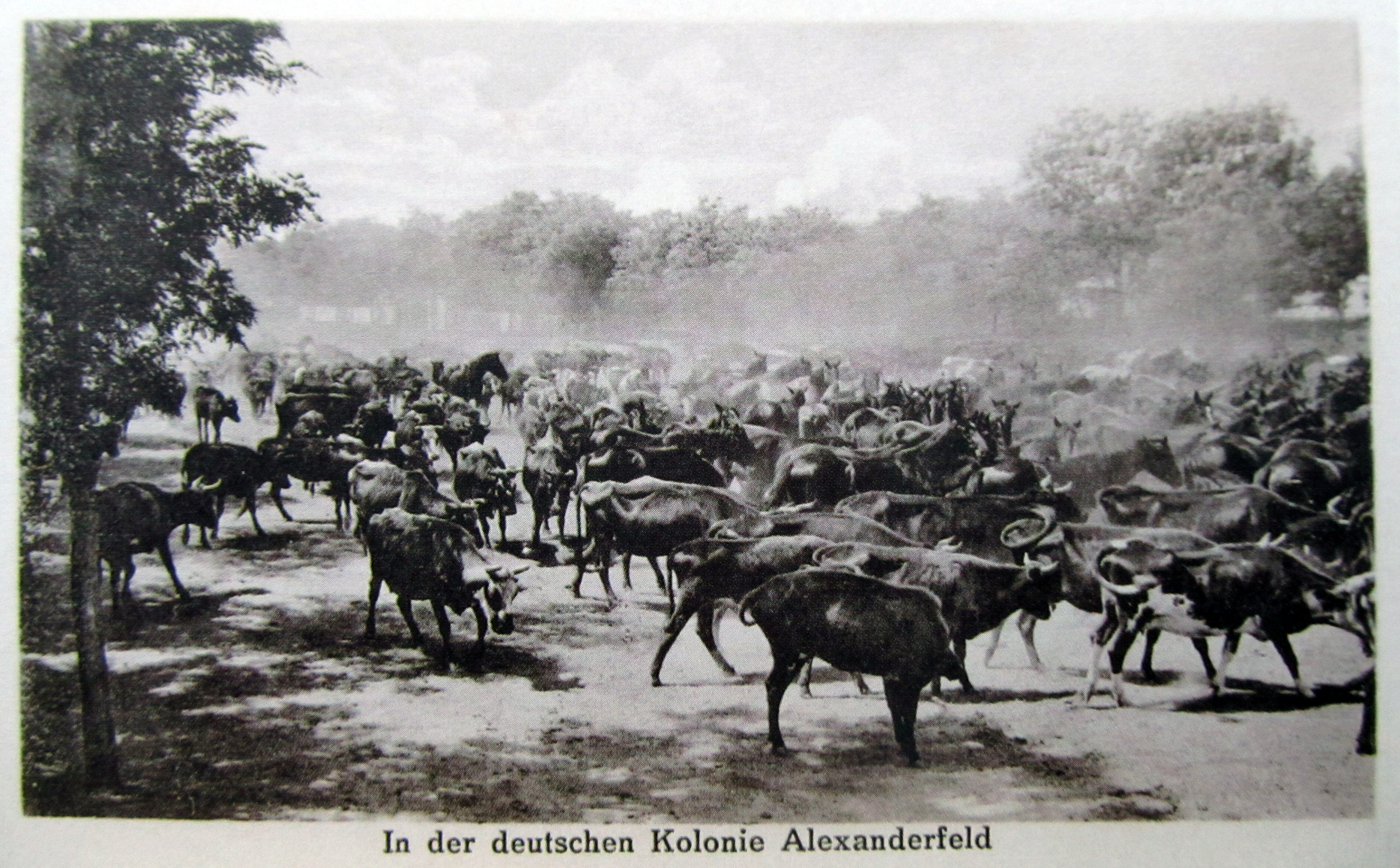
У колонії Олександрфельд. 1918
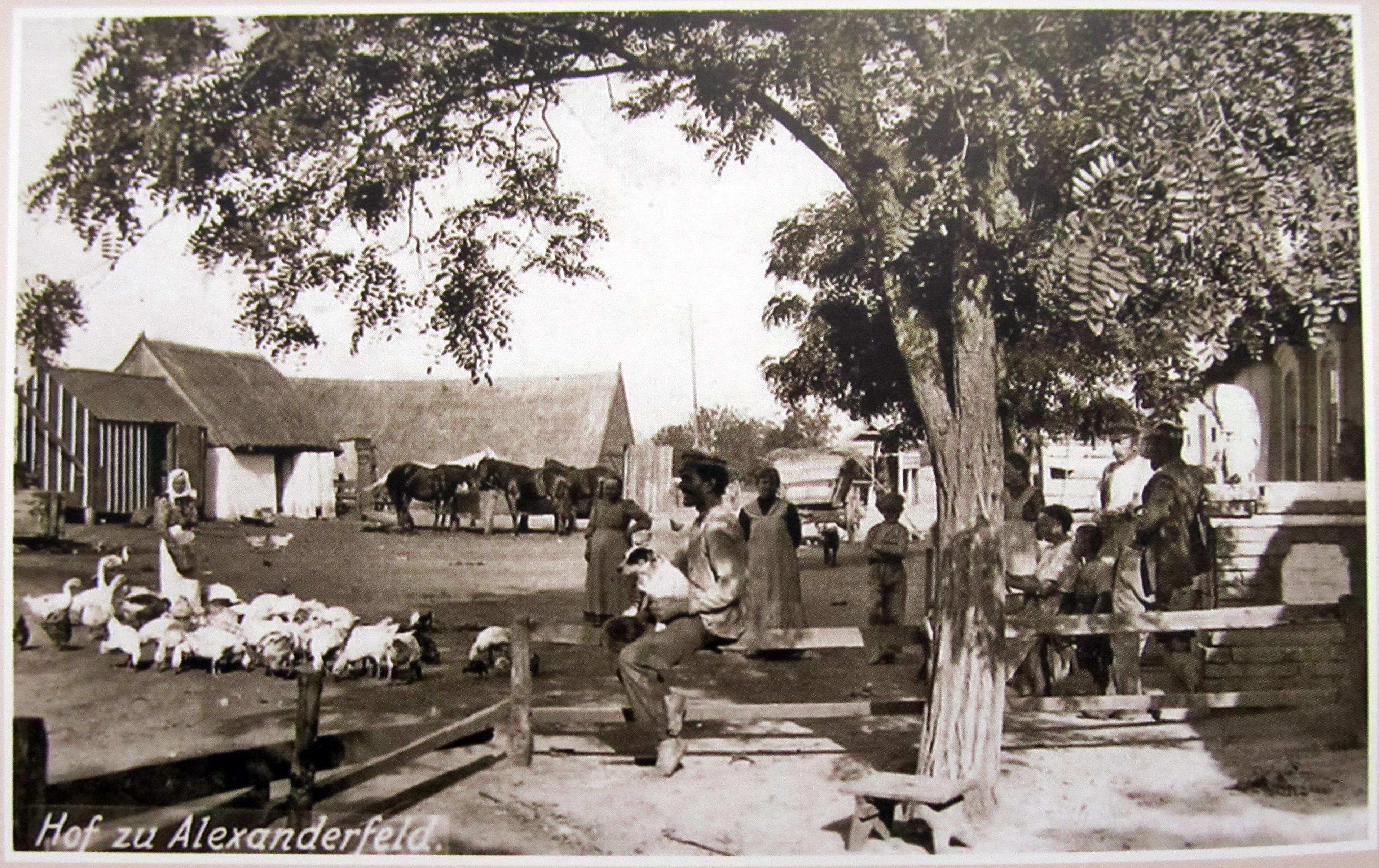
Обійстя колоністів. 1918
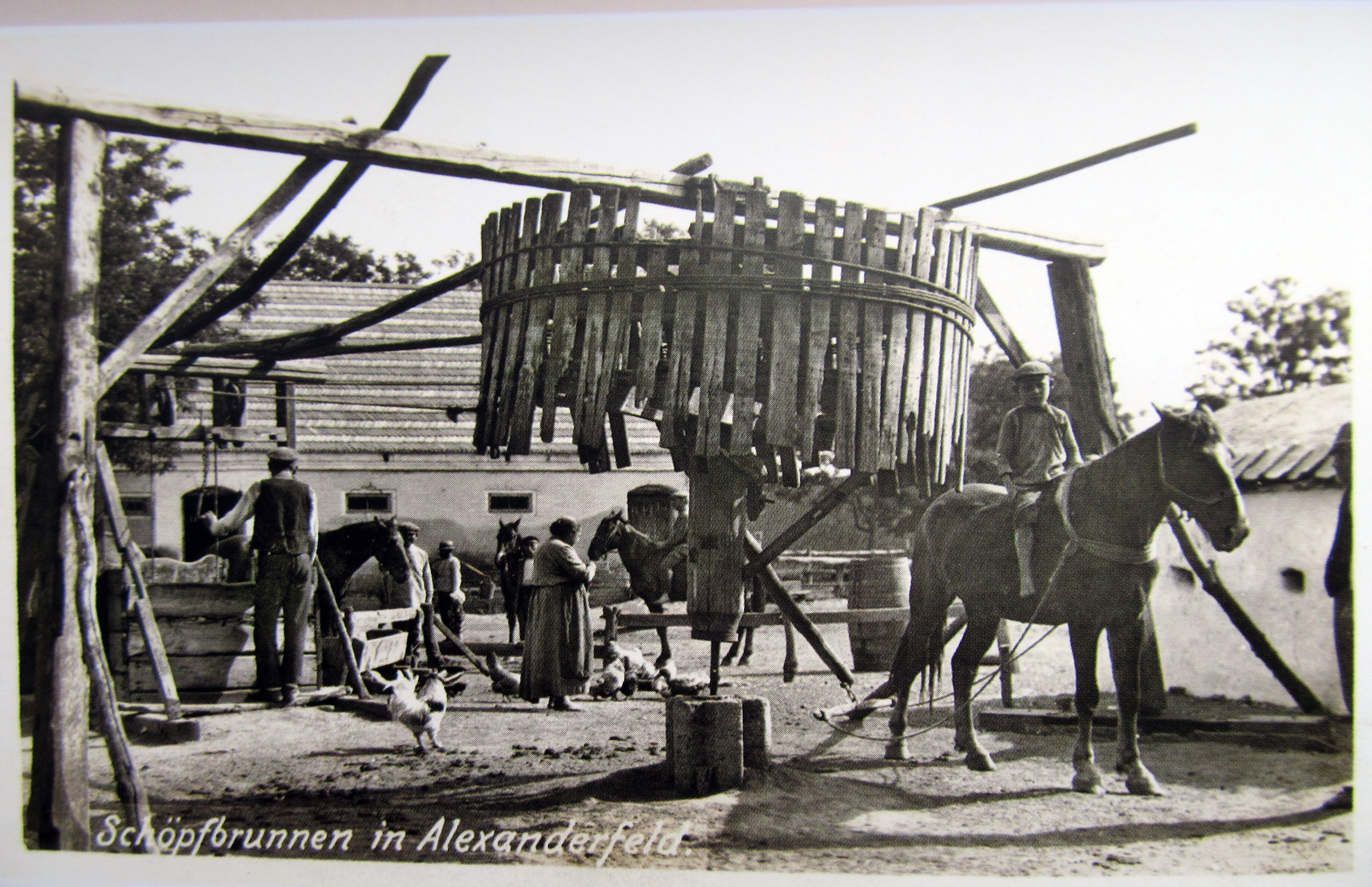
Підйом води з свердловини. 1918
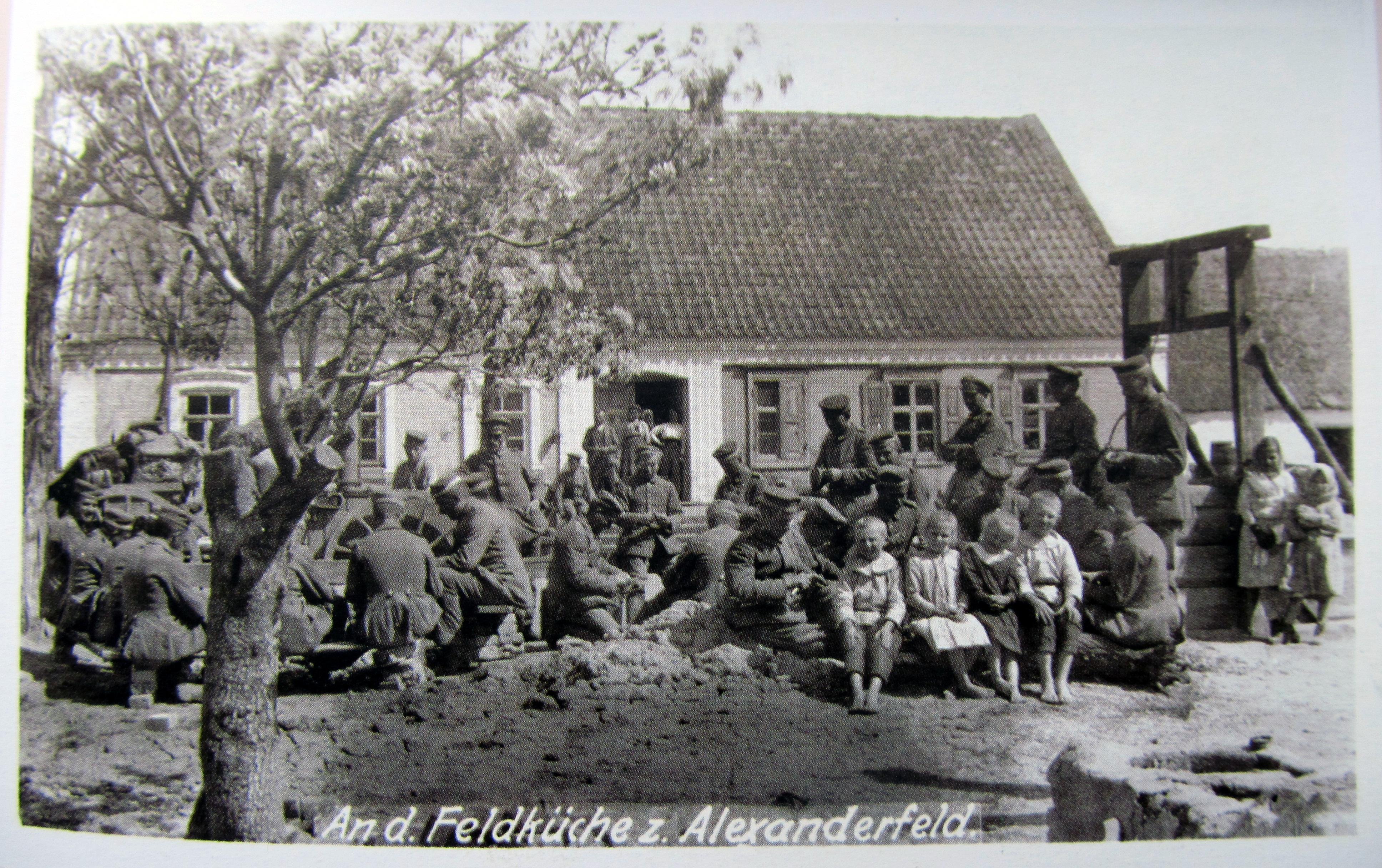
Польова їдальня. 1918
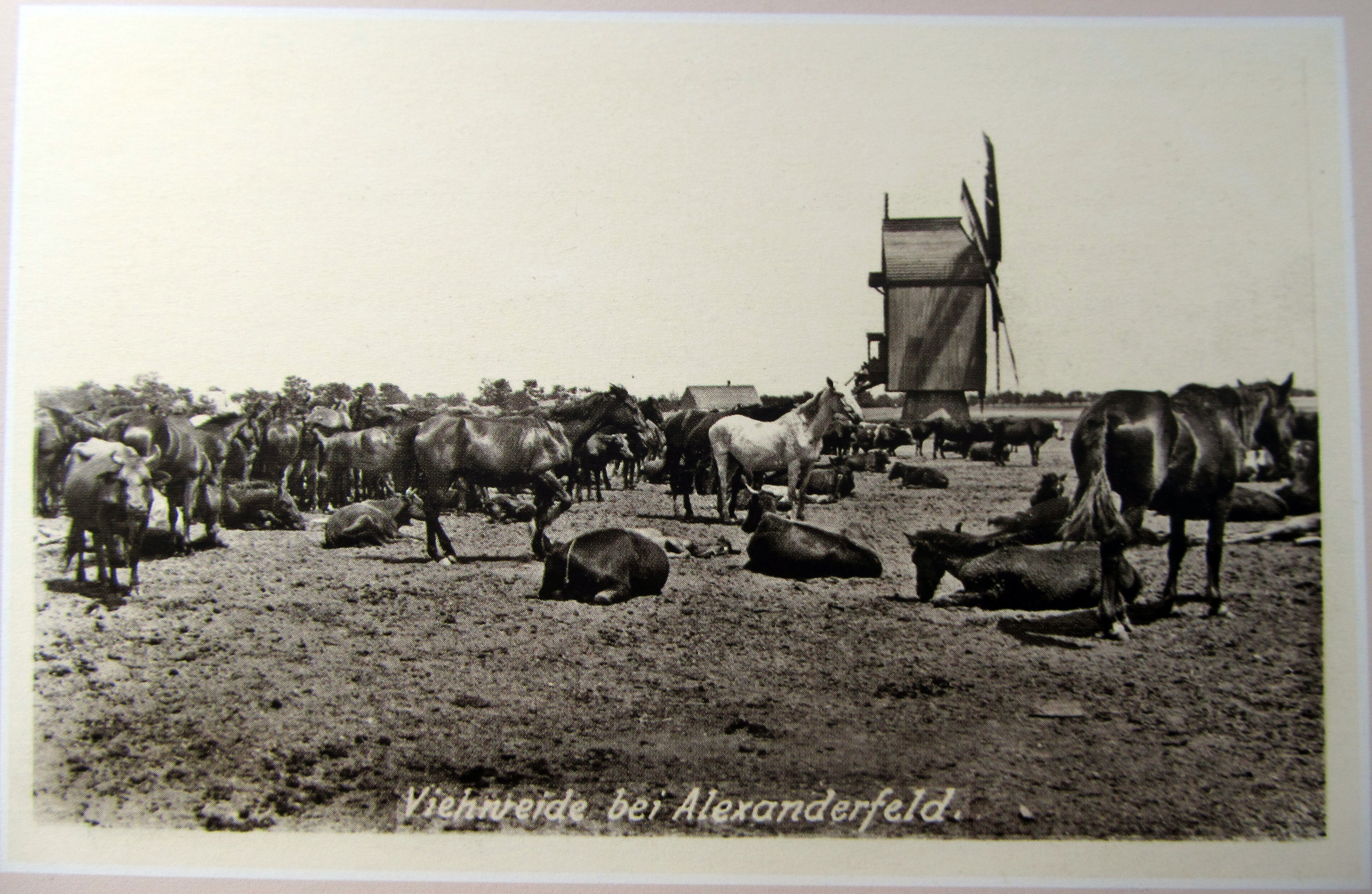
Худоба та коні на вигоні. 1918